# Villa Aldobrandini (Frascati)

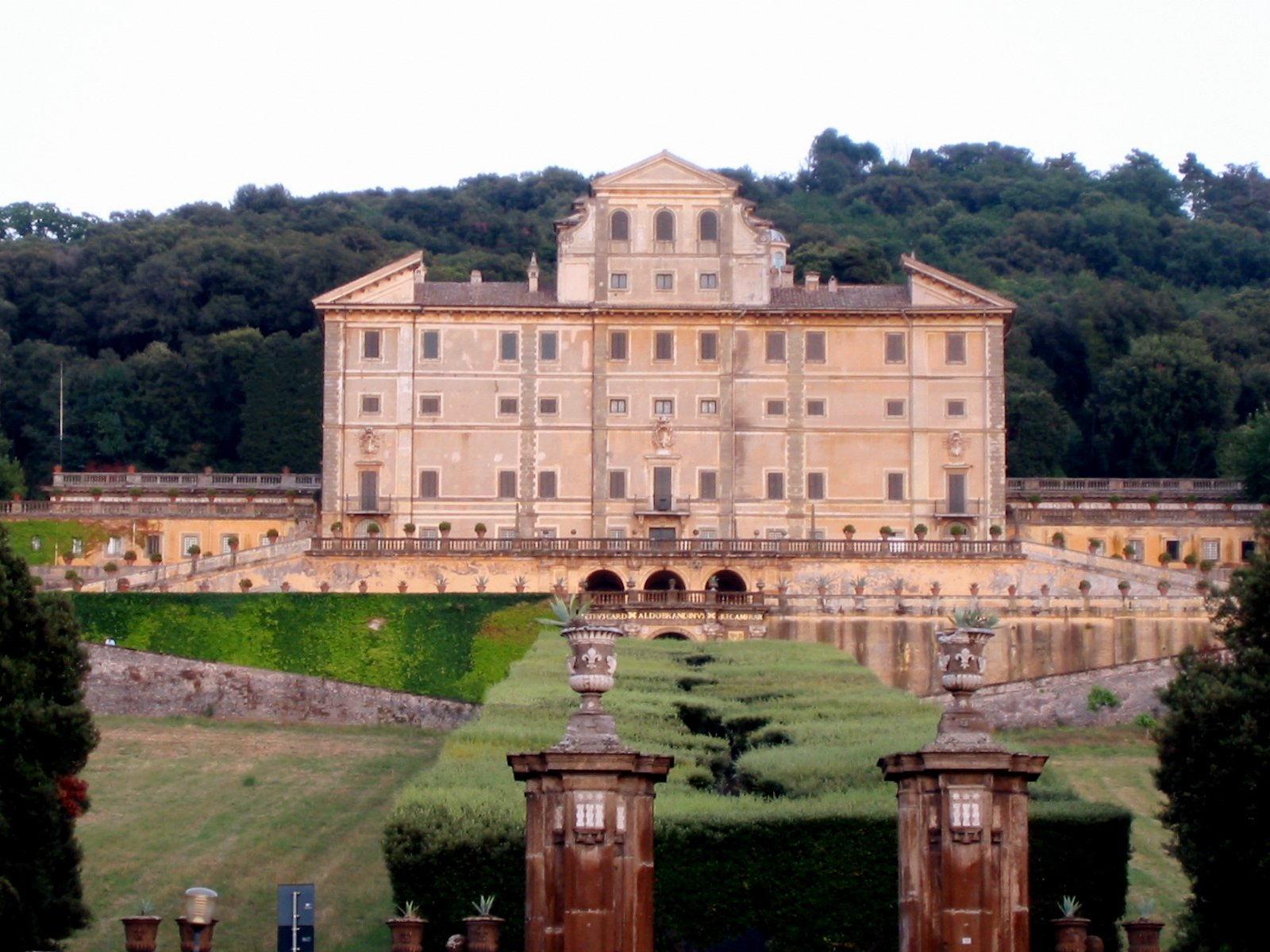
Villa Aldobrandini

Die Villa Aldobrandini in Frascati (Italien) zählt zu den berühmtesten Villen der Region Latium.
Das Grundstück und die kleinere Vorgängervilla sind ein Geschenk Papst Clemens des VIII. an seinen Neffen Kardinal Pietro Aldobrandini. Sie enthält bis heute Teile von dessen Kunstsammlung Aldobrandini.

## Beschreibung und Geschichte
Die Villa liegt an einem steilen Hügel oberhalb der Stadt Frascati und zu Füßen des Monte Tuscolo, einer Erhebung der Albaner Berge, auf dem sich die Ruinen der antiken Stadt Tusculum befinden. Sie wurde ab 1598 von den Architekten Giacomo della Porta, Carlo Maderno und Giovanni Fontana geschaffen. Della Porta, ein Schüler Michelangelos, war dabei zunächst verantwortlich für die Aufstockung und den Ausbau der Villa, verstarb aber noch während der Bauzeit. Maderno und Fontana übernahmen die Gartengestaltung und entwarfen die zahlreichen Wasserspiele und anderen Gartenelemente.

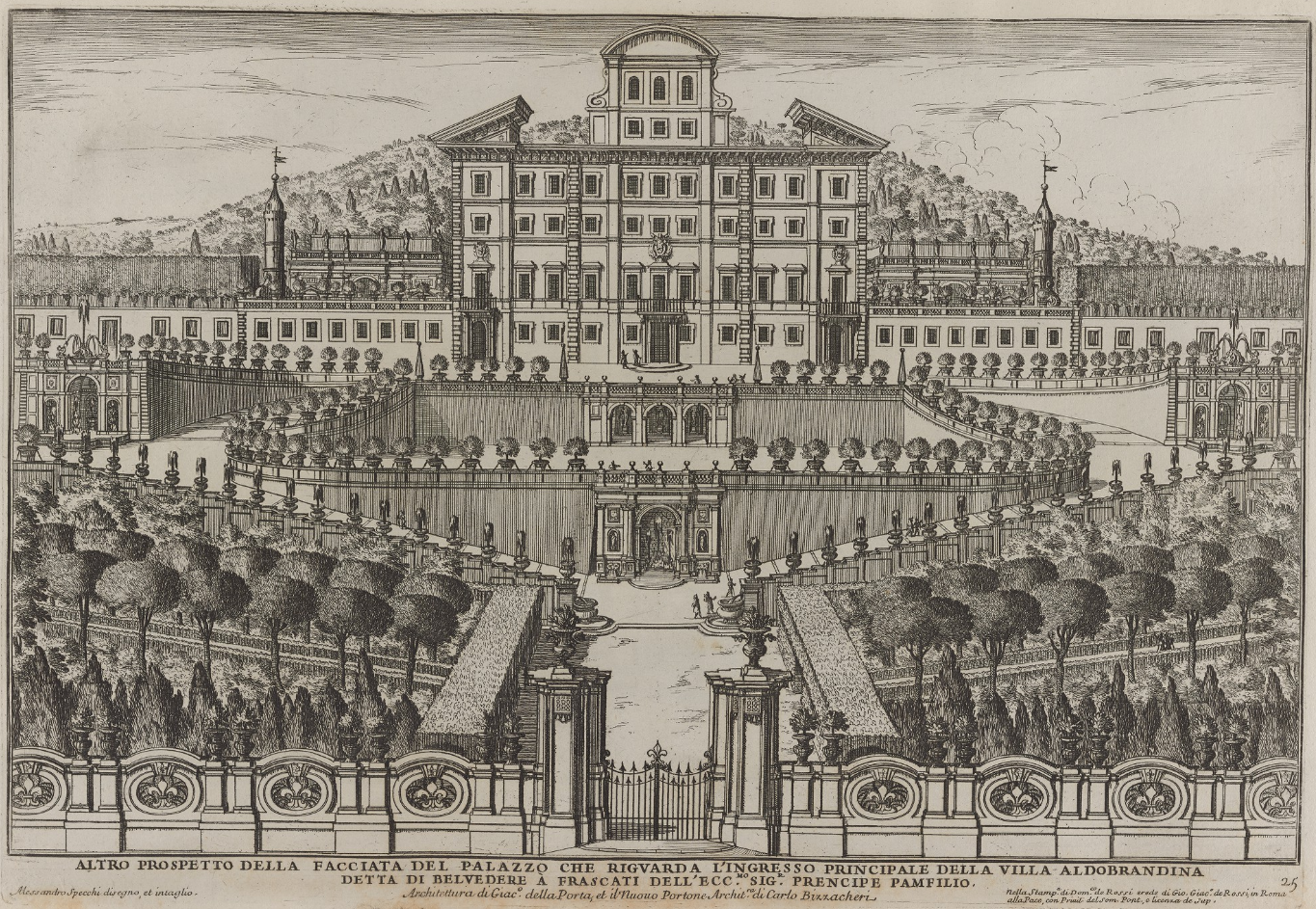
Die Villa 1699

Aldobrandini bezeichnete die Landschaft als „Theater des Weltarchitekten Gott“. Im Vordergrund stand bei der Villa Aldobrandini jedoch die eindrucksvolle Architektur, der sie umgebende Garten war nebensächlich. Dennoch verbrauchte die Anlage mit ihren vielen Wasserspielen den Großteil des Wasservorkommens der Region. Zu den berühmtesten Elementen zählt das halbrunde Wassertheater auf der Rückseite der Villa und die Säulen des Herkules. Der Garten der Villa Aldobrandini gilt als Barockgarten, obwohl er noch in der Renaissance entstand. Die in den Renaissancegärten vorherrschenden Terrassen, Boskette und Irrgärten wurden nun durch die eine alles bestimmende Achse ersetzt. An dieser auf die Mitte der Villa zuführenden Achse reihen sich Grotte, Wasserfälle, Kaskaden, Strahlen und Kanäle aneinander. Schlusspunkt bildet das Wassertheater.
Als Vorbilder der Anlage gelten Villa d’Este und Villa Lante.
Die Villa fiel nach dem Tode der Letzten ihrer Familie, Olimpia Aldobrandini, 1681 zunächst an ihre Nachkommen aus der Familie Pamphilj und nach deren Erlöschen 1760 an die ebenfalls von Olimpia abstammenden Borghese, die daraus eine Sekundogenitur für Fürst Francesco Borgheses (1776–1839) jüngeren Sohn Camillo (1816–1902) errichteten, der den Titel Fürst Aldobrandini erhielt. Die Villa gehört seither bis heute den Fürsten Aldobrandini aus der Familie Borghese und wird von diesen privat bewohnt. Sie ist nicht zu besichtigen.
Goethe war hier auf seiner Italienischen Reise im September 1787 zu einem Mittagessen eingeladen und rühmte den Ausblick, „die Herrlichkeit der Hügel und des flachen Landes mit einem Blick übersehen zu können.“

## Bilder

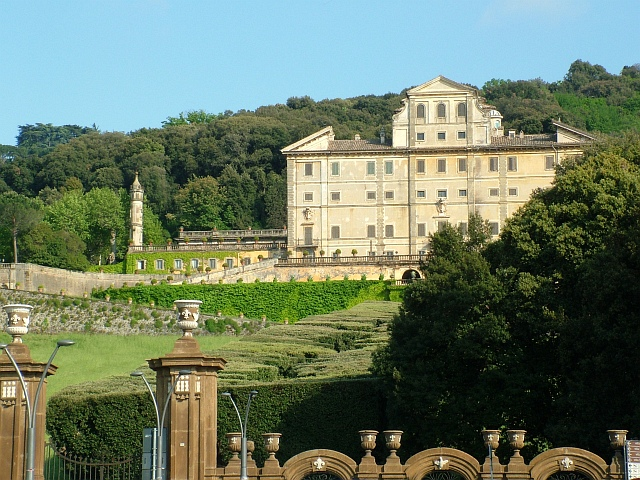
Blick zur Villa
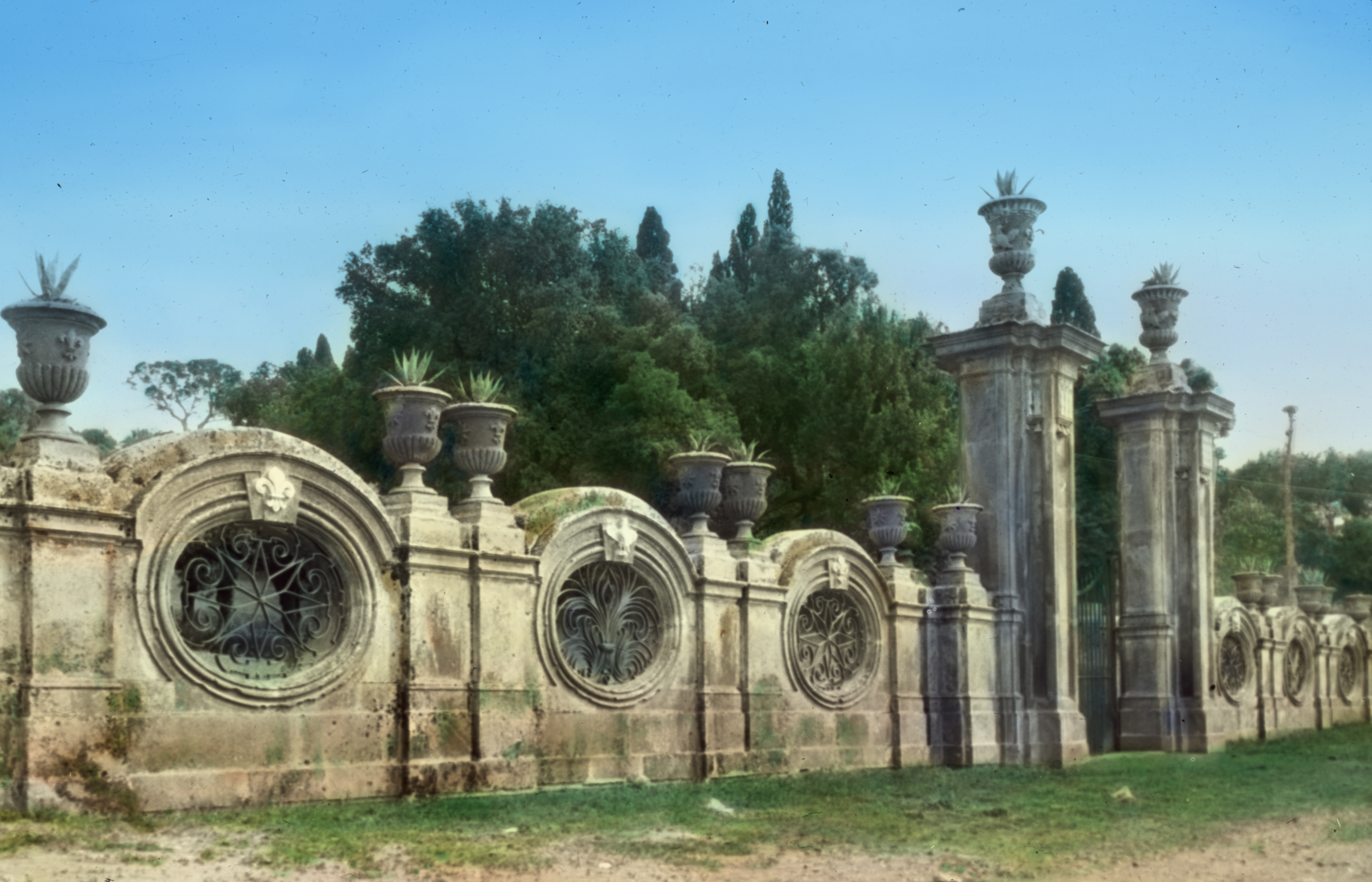
Mauer und Tor von Carlo Francesco Bizzaccheri, 1693
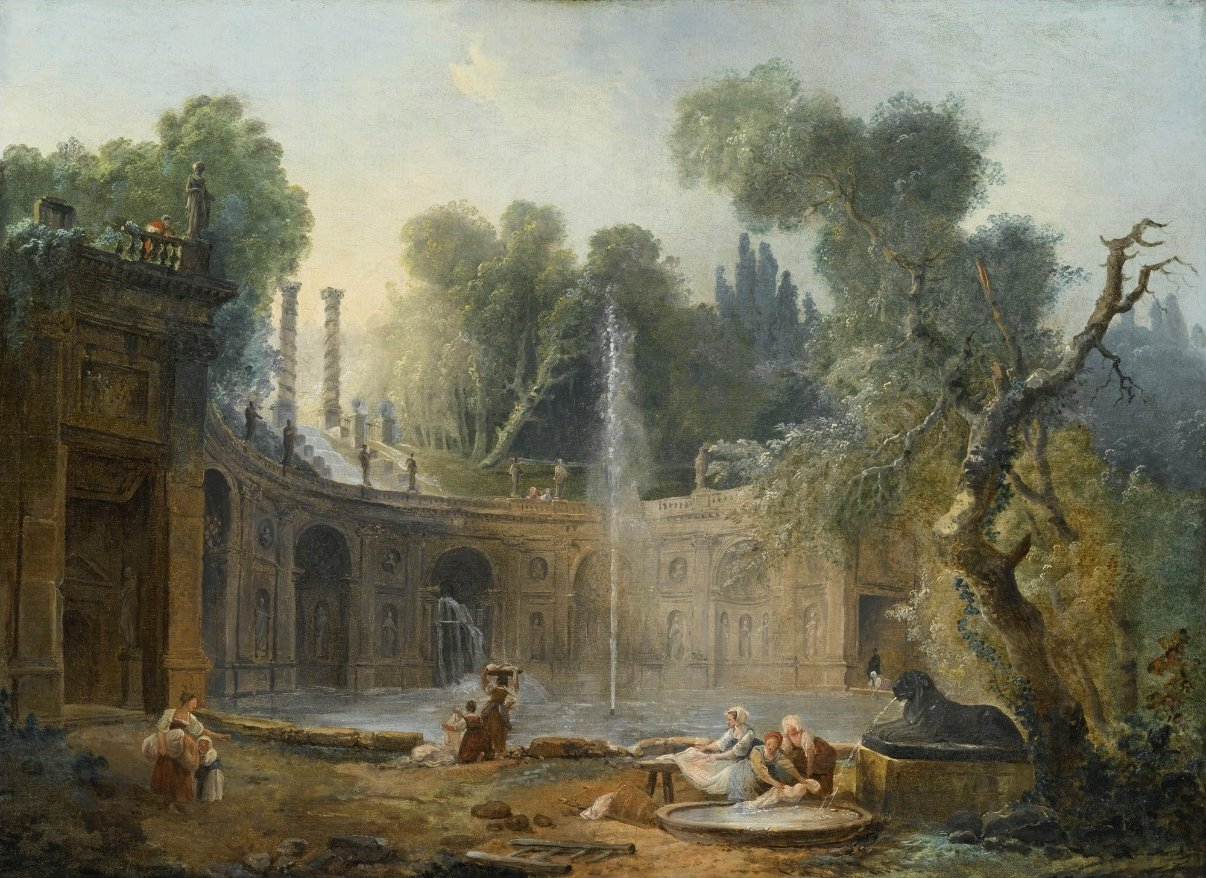
Das Wassertheater (Gemälde von Hubert Robert)
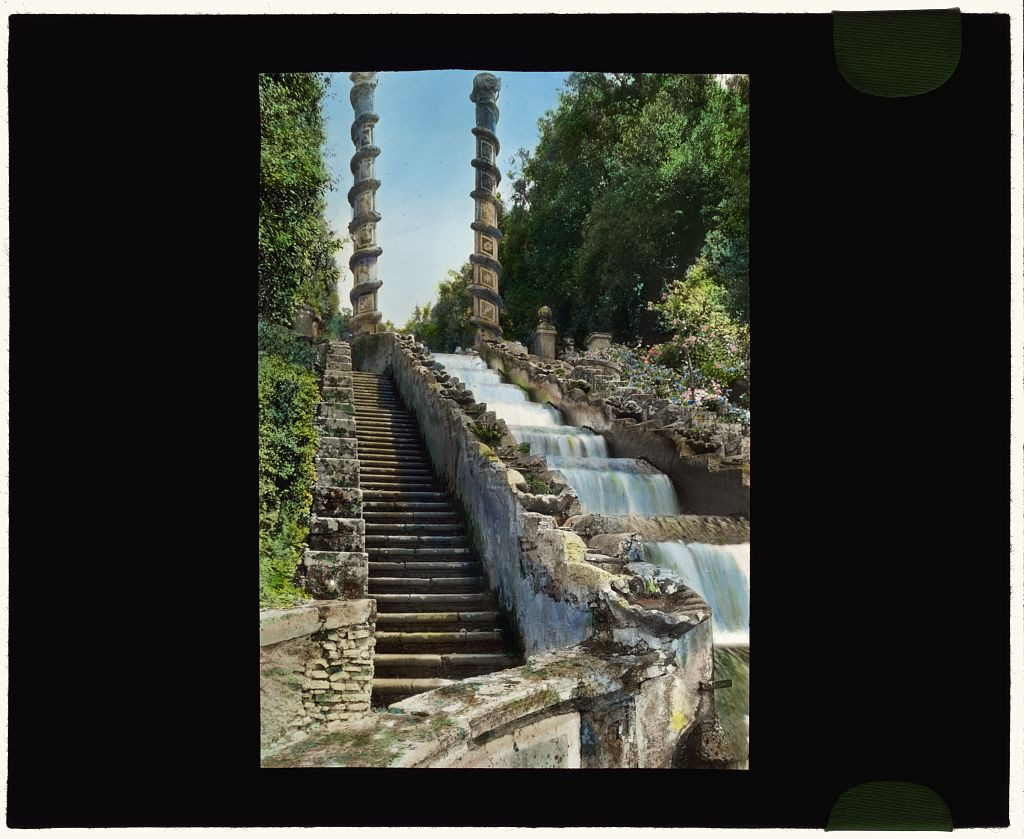
Kaskade
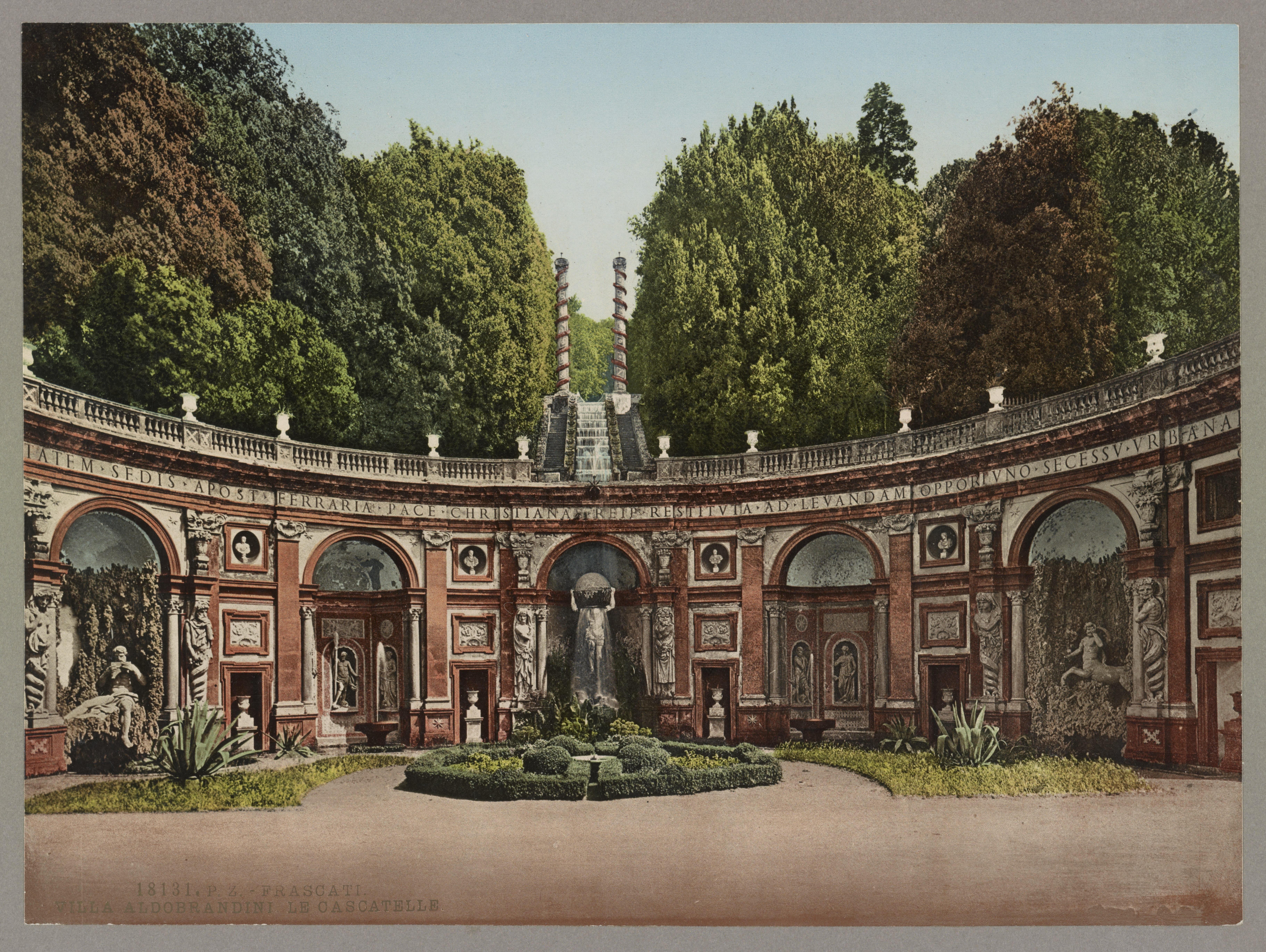
Wassertheater
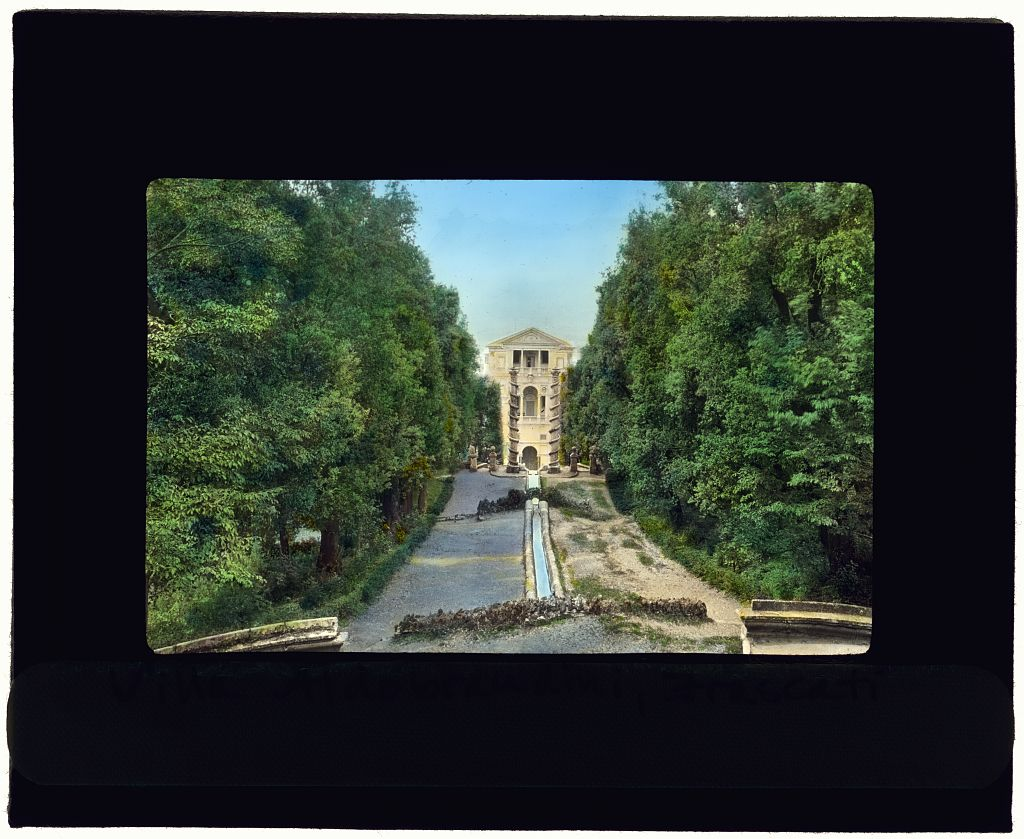
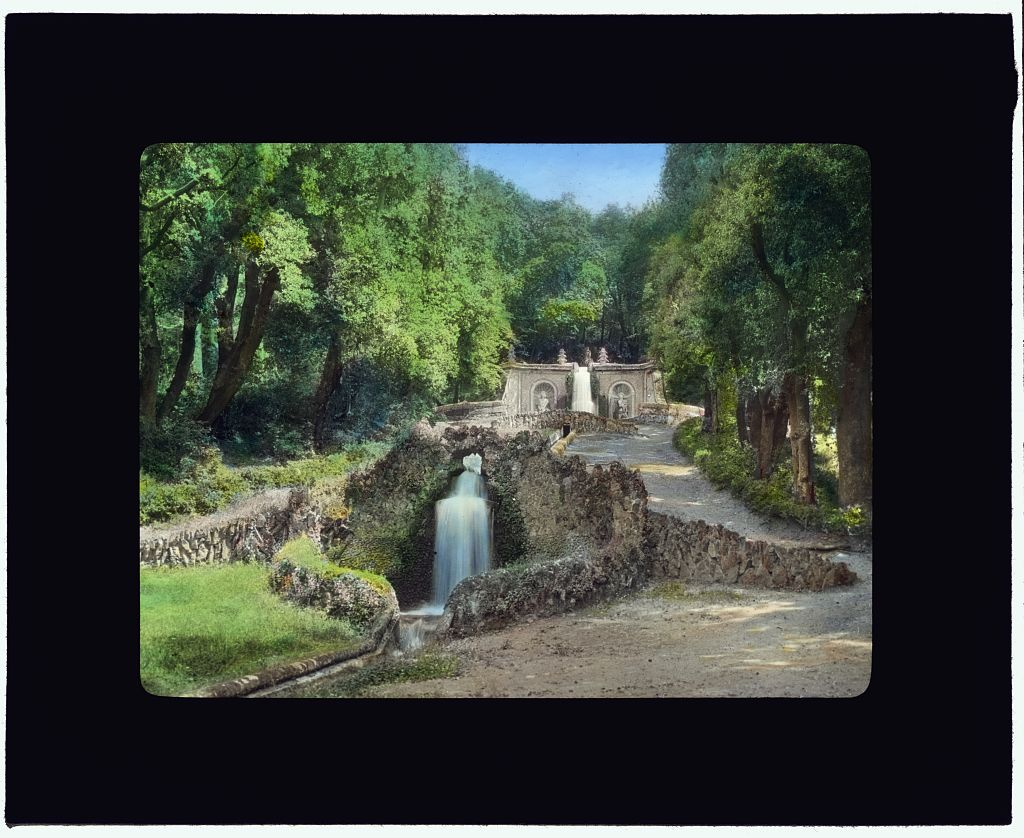
Wasserfälle
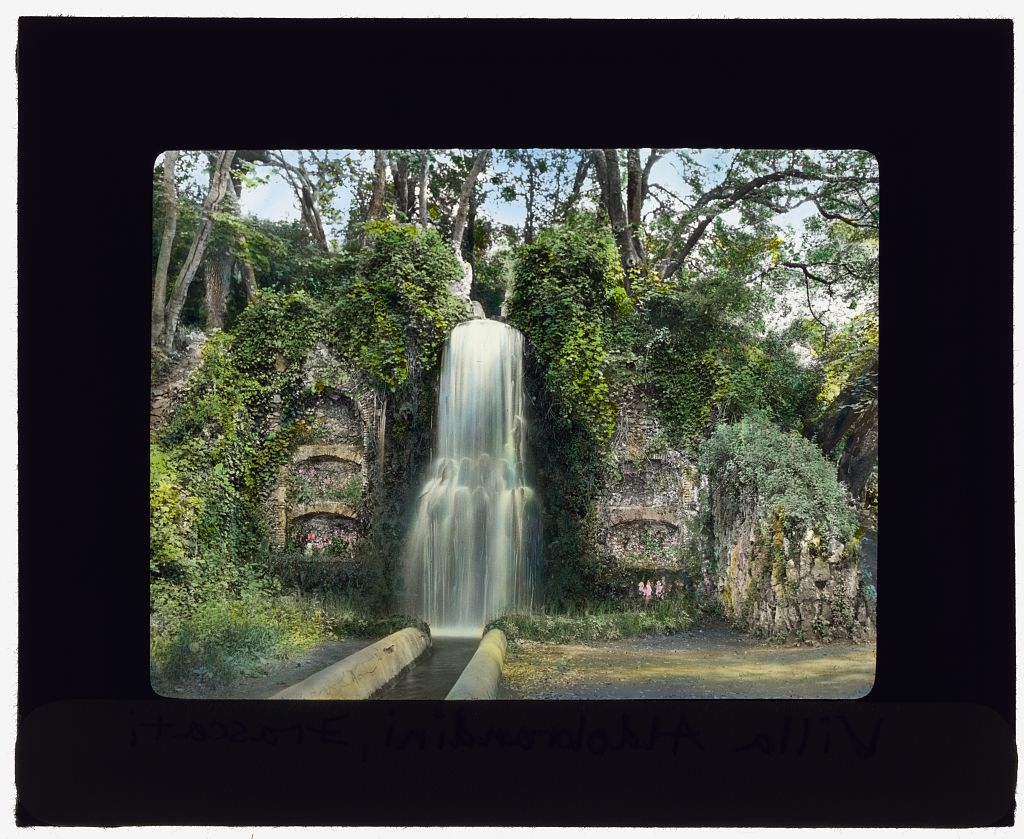
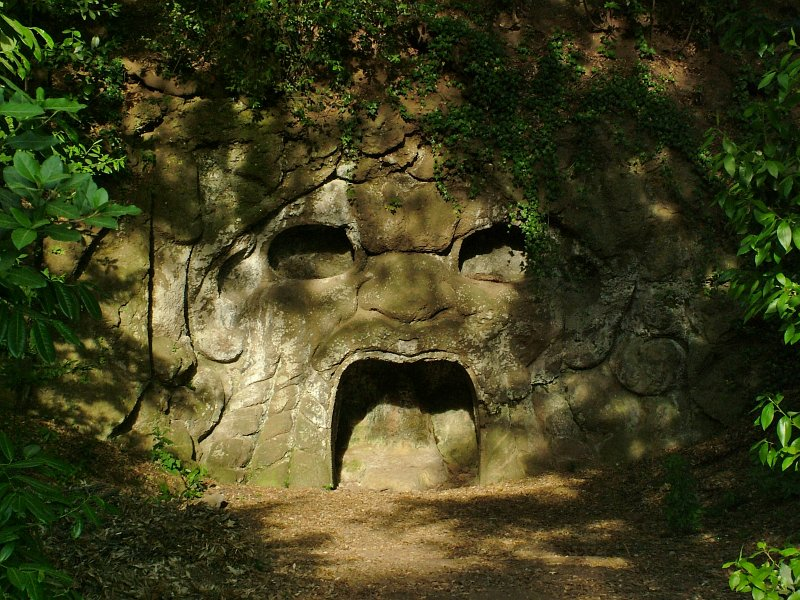
Garten-Monster